# CD1C
CD1C (англ. CD1c molecule) – білок, який кодується однойменним геном, розташованим у людей на 1-й хромосомі. Довжина поліпептидного ланцюга білка становить 333 амінокислот, а молекулярна маса — 37 654.
| 10         |  | 20         |  | 30         |  | 40         |  | 50         |
| ---------- |  | ---------- |  | ---------- |  | ---------- |  | ---------- |
| MLFLQFLLLA |  | LLLPGGDNAD |  | ASQEHVSFHV |  | IQIFSFVNQS |  | WARGQGSGWL |
| DELQTHGWDS |  | ESGTIIFLHN |  | WSKGNFSNEE |  | LSDLELLFRF |  | YLFGLTREIQ |
| DHASQDYSKY |  | PFEVQVKAGC |  | ELHSGKSPEG |  | FFQVAFNGLD |  | LLSFQNTTWV |
| PSPGCGSLAQ |  | SVCHLLNHQY |  | EGVTETVYNL |  | IRSTCPRFLL |  | GLLDAGKMYV |
| HRQVRPEAWL |  | SSRPSLGSGQ |  | LLLVCHASGF |  | YPKPVWVTWM |  | RNEQEQLGTK |
| HGDILPNADG |  | TWYLQVILEV |  | ASEEPAGLSC |  | RVRHSSLGGQ |  | DIILYWGHHF |
| SMNWIALVVI |  | VPLVILIVLV |  | LWFKKHCSYQ |  | DIL        |  |            |

A: Аланін

C: Цистеїн

D: Аспарагінова кислота

E: Глутамінова кислота

F: Фенілаланін

G: Гліцин

H: Гістидин

I: Ізолейцин

K: Лізин

L: Лейцин

M: Метіонін

N: Аспарагін

P: Пролін

Q: Глутамін

R: Аргінін

S: Серин

T: Треонін

V: Валін

W: Триптофан

Задіяний у таких біологічних процесах, як адаптивний імунітет, імунітет. 
Білок має сайт для зв'язування з ліпідами. 
Локалізований у клітинній мембрані, мембрані, лізосомі, ендосомах.